# Breviraja nigriventralis
Breviraja nigriventralis е вид хрущялна риба от семейство Морски лисици (Rajidae).

## Разпространение и местообитание
Видът е разпространен във Венецуела, Гвиана, Колумбия, Панама, Суринам и Френска Гвиана.
Среща се на дълбочина от 549 до 776 m, при температура на водата от 5,2 до 5,4 °C и соленост 34,6 ‰.

## Описание
На дължина достигат до 40 cm.